# Samotnia
Samotnia je horská chata na polské straně Krkonoš nacházející se u jezera Mały Staw. K dispozici je na boudě bufet, turistické informační centrum, záchranné místo GOPR (polská dobrovolnická horská služba) a horolezecká stěna. K ubytování bouda nabízí 50 lůžek.

## Historie
Jedná se o jednu z nejstarších horských chat v Polsku. První zmínka o budově u Małeho Stawu pochází z roku 1670.

## Přístup
K boudě se dá dojít po  modré turistické značce od Strzechy Akademicke nebo z Karpacze od kostela Wang.
- po  černé (údolím Złoteho Potoku),  žluté a  modré značce od horní stanice lanovky Biały Jar v Karpaczi - 2 hodiny (3,9 km)
- po  modré značce od kostela Wang v Karpaczi, Bierutowicích - 1¾ hodiny (4,3 km)
- po  žluté (údolím Łomnice) a  modré značce od parkoviště v Karpaczi, Bierutowicích - 2 hodiny (4,3 km)
- po  zelené (údolím Pląsawy) a  modré značce od parkoviště v Karpaczi, Bierutowicích - 2 hodiny (4,6 km)

## Přechody
Místo je ideálním východiskem turistických tras, například cesty česko-polského přátelství na Pomezní Boudy.
- po  modré značce Strzecha Akademicka - ¼ hodiny (0,5 km)
- po  modré,  červené a  žluté značce Luční bouda - 1¼ hodiny (3,2 km)
- po  modré,  žluté a  černé značce Dom Śląski - 1¼ hodiny (3,2 km)
- po  modré,  zelené,  červené a  modré značce Schronisko Odrodzenie - 2¾ hodiny (7,8 km)
- po  modré,  zelené a  červené Špindlerova bouda - 2¾ hodiny (7,8 km)

## Výstupy
- po  modré,  žluté,  černé a  červené značce Sněžka (1603 m) - 2 hodiny (4,5 km)
- po  modré a  žluté značce Pielgrzymy (1204 m) - 1¼ hodiny (3,3 km)
- po  modré a  zelené značce Polední kámen (1423 m) - 2 hodiny (4,4 km)
- po  modré,  žluté,  černé,  modré a  červené značce Svorová hora (1411 m) - 2¾ hodiny (6,7 km)